# LogicLike (ЛогикЛайк)
LogicLike (рус. ЛогикЛайк) — международная образовательная онлайн-платформа по развитию логики и мышления. Основана в 2013 году. На начало 2022 года платформу ежемесячно посещают более 700 000 пользователей. Сервис работает на русском, украинском, английском, немецком, польском, чешском языках.

## История
Образовательная платформа LogicLike была запущена в 2013 году. Компанию основали Юрий Битно и Матвей Олевинский.
1 сентября 2013 году «ЛогикЛайк» стартовал как очный курс логики для детей на базах белорусских школ и гимназий, в рамках которого школьники получали доступ в онлайн-кабинет с задачами.
В 2017 году онлайн-платформа получила «Премию Рунета» в номинации «Лучший образовательный медиапроект».
В 2018 году компания стала резидентом «Парка высоких технологий», а также победителем в профессиональном конкурсе «Бренд года» в номинации «Образование».
В 2019 году платформа заняла 2-е место в международном конкурсе EdCrunch Award Product за развитие математических способностей.
В 2020 года команда LogicLike выпустила iOS и Android приложения с курсами для детей 5-12 лет. В этом же году LogicLike вошел в категорию лучших приложений, развивающих мозг по версии Academics' Choice Awards, а также попал в рейтинг лучших образовательных приложений и получил 5 звезд на платформе Educational App Store.
Летом 2020 года компания вышла на англоязычный рынок.
В 2021 вышло приложение iOS и Android, рассчитанное на детей 4-8 лет.
В октябре 2021 года LogicLike вошла в топ-100 самых перспективных EdTech-стартапов из России и стран СНГ по версии Международной аналитической платформы HolonIQ.
В декабре 2021 платформа заняла 2-е место в номинации «Лучший технологический образовательный продукт для B2C» в международном конкурсе EdCrunch Award Product.

## Возможности платформы
По состоянию на начало 2022 года на платформе более 50 курсов и 5 000 интерактивных заданий на тему логики, внимания, памяти, математических способностей, а также по развитию кругозора — страны, животные, окружающий мир. Два раза в год проводятся бесплатные онлайн-олимпиады по логике и математике.
На базах белорусских школ действует 200 групп по офлайн-обучению логике. Все занятия в группах курирует образовательный центр logic.by. Для учителей и школ доступен личный кабинет с комплексом занятий по развитию логики. Педагоги используют кабинет и материалы платформы для проведения кружков, факультативов, частной репетиторской практики, аттестации.

## Олимпиады
«ЛогикЛайк» проводит олимпиады дважды в год с 2014 года. На начало 2024 года состоялось 19 олимпиад, участие в которых приняли свыше 200 000 детей. До пандемии 2020 года событие сочетало в себе и онлайн-соревнование, крупное интеллектуальное мероприятие в Минске, куда съезжались дети и родители со всей Беларуси.
С 2020 олимпиады LogicLike стали международными и проходят только в онлайн-формате: за 60 минут нужно выполнить 10 нестандартных логических заданий. Каждый участник олимпиады получает сертификат, а победители — кубки и дипломы в личном кабинете платформы.
В 2023 LogicLike провёл олимпиаду в честь 10-летия платформы. 